# Saint-Michel (Alto Garona)
 Saint-Michel  es una población y comuna francesa, en la región de Mediodía-Pirineos, departamento de Alto Garona, en el distrito de Muret y cantón de Cazères.

## Demografía
| 240 | 190 | 199 | 169 | 183 | 232 |
| Para los censos de 1962 a 1999 la población legal corresponde a la población sin duplicidades (Fuente: INSEE [Consultar]) |     |     |     |     |     |